# Free Church College

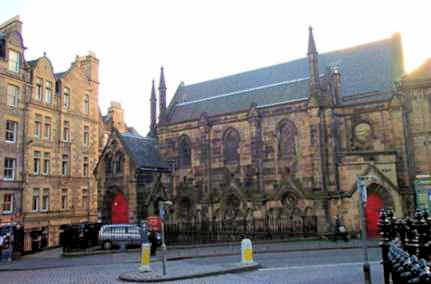
De Free Church van Edinburgh met links het Free Church College.

Het Free Church College is een theologische school in Edinburgh, behorende bij de Free Church of Scotland.
Het Free Church College is de opvolger van het in 1843 (na de Disruption) opgerichte New College. Nadat de Free Church in 1900 opgaat in de United Free Church wordt het college door de nieuwgevormde Free Church in 1907 opnieuw opgericht.

## Bekende hoogleraren
- William Menzies Alexander
- Allan Harman
- Donald Maclean
- J. Douglas MacMillan
- Hugh M. Cartwright